# Carlos Valdés
Carlos Enrique Valdés (Cali, 22 mei 1985) is een Colombiaans voetballer die als verdediger sinds juli 2015 speelt voor Club Nacional. Eerder kwam hij onder meer uit voor América de Cali en Philadelphia Union. In 2008 debuteerde hij in het Colombiaans voetbalelftal.

## Clubcarrière
Na enkele jaren in eigen land te hebben gespeeld vertrok Valdés begin 2011 naar het Amerikaanse Philadelphia Union. Aldaar speelde hij twee seizoenen als vaste kracht en maakte hij drie doelpunten. Philadelphia verhuurde Valdés daarna aan het Colombiaanse Independiente Santa Fe en de Argentijnse clubs CA San Lorenzo de Almagro en Club Nacional. Na voor de derde keer verhuurd te zijn geweest vertrok Valdes naar Club Nacional, dat hem transfervrij overneemt.

## Interlandcarrière
Valdés maakte als reservespeler deel uit van de Colombiaanse selectie die in 2005 deelnam aan het wereldkampioenschap voetbal onder 20 in Nederland. Daar verloor de ploeg van bondscoach Eduardo Lara in de achtste finales van de latere kampioen Argentinië (2–1). Onder leiding van bondscoach Jorge Luis Pinto maakte Valdés als invaller zijn debuut in de nationale A-ploeg op 1 mei 2008 in de vriendschappelijke thuiswedstrijd tegen buurland Venezuela (5–2). In mei 2014 werd hij door bondscoach José Pékerman opgenomen in de selectie voor het wereldkampioenschap voetbal in Brazilië.

## Erelijst
Independiente Santa Fe
- Categoría Primera A

2008 Clausura
- Copa Colombia

2009